# Мартин Станков
Мартин Станков е бивш български футболист, юноша на Бдин (Видин).
Играч на Етър (Велико Търново) от 1994 до 1997 г., на Славия (1997-98) и Левски (1998-2004).
Три пъти шампион на България (1999/2000, 2000/2001 и 2001/2002) и два пъти носител на купата на България (1999/2000 и 2001/2002) с екипа на Левски.